# 哥白尼环形山

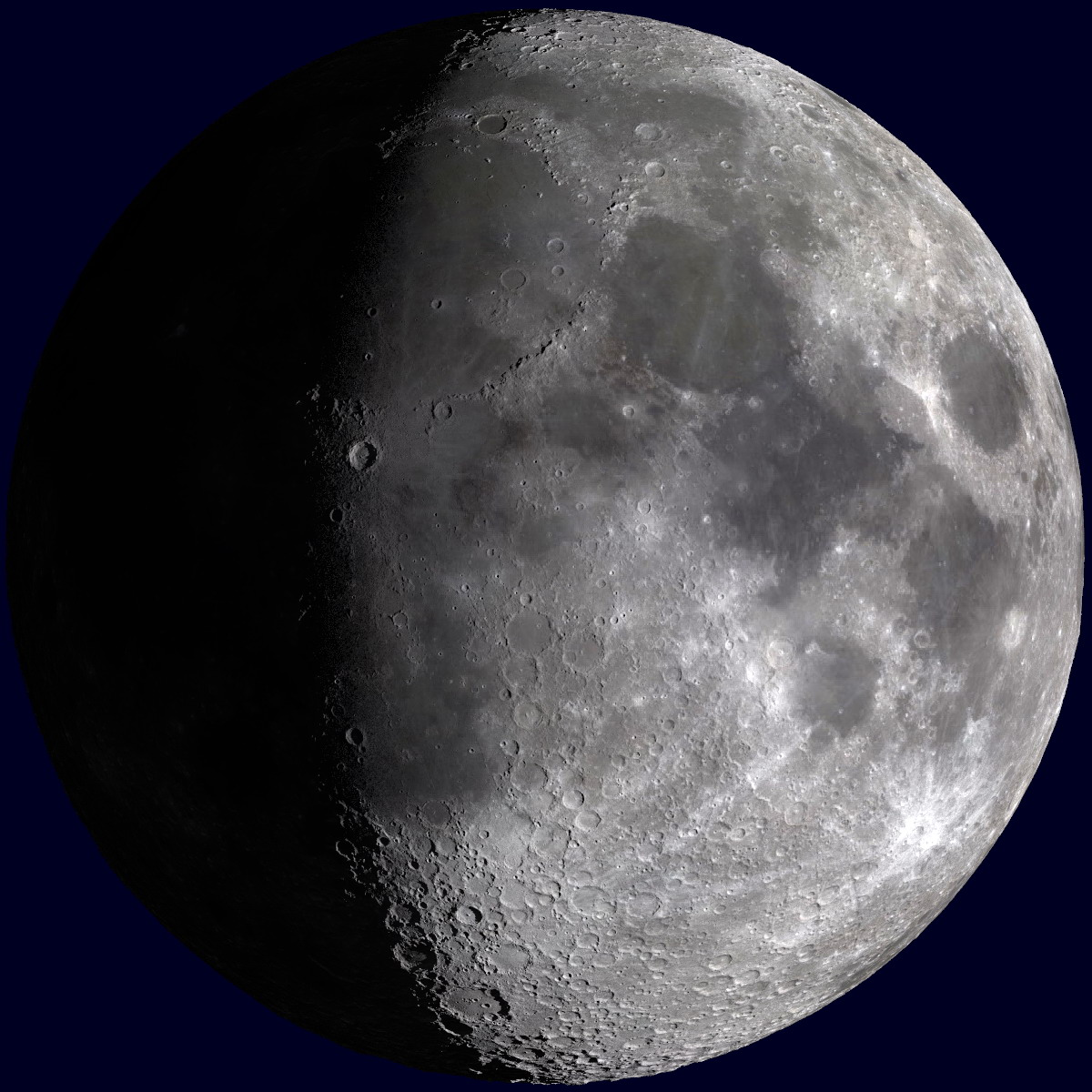
位于晨昏圈上的哥白尼环形山，月时9.5天。

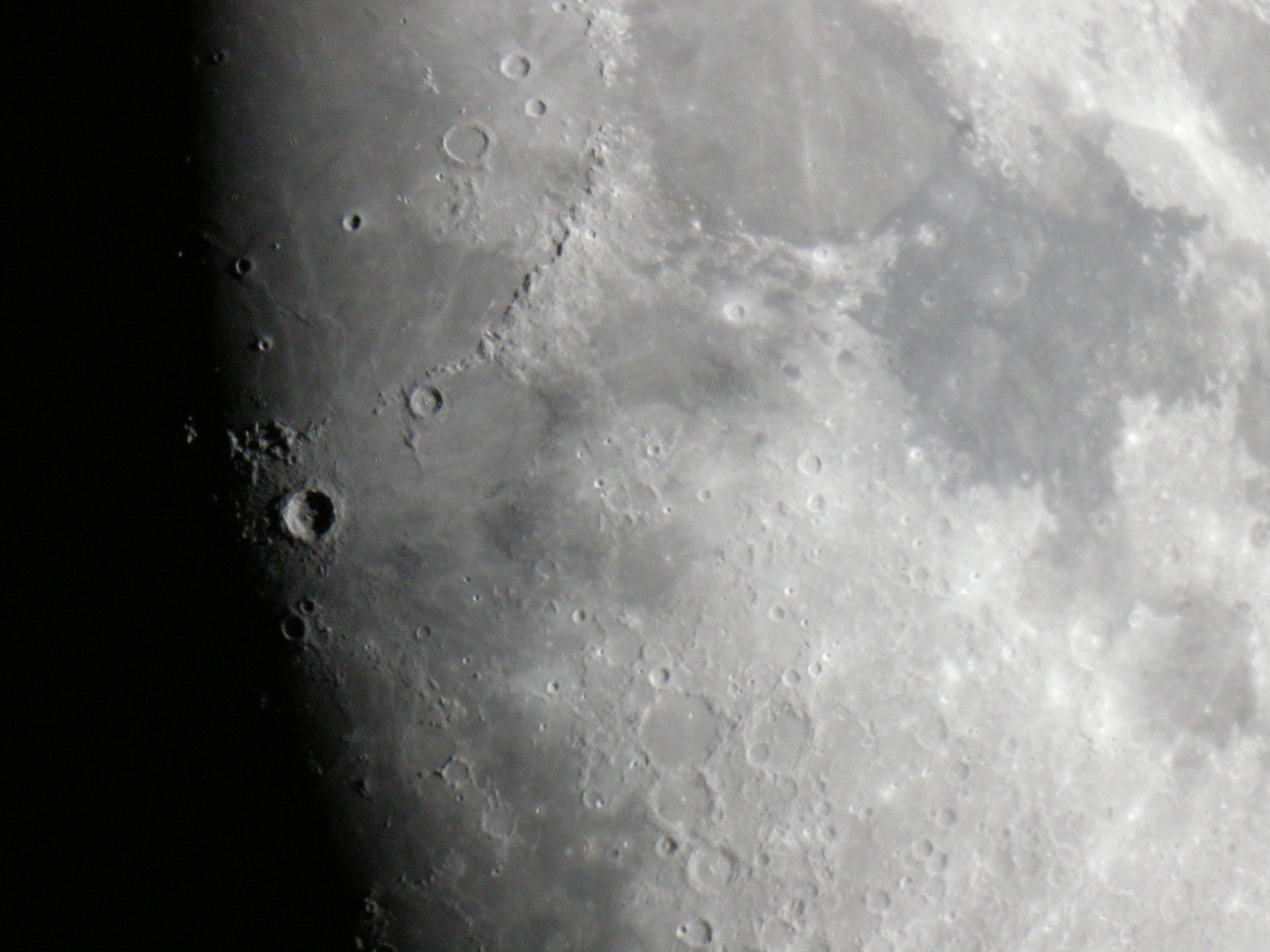
黎明时分的哥白尼环形山

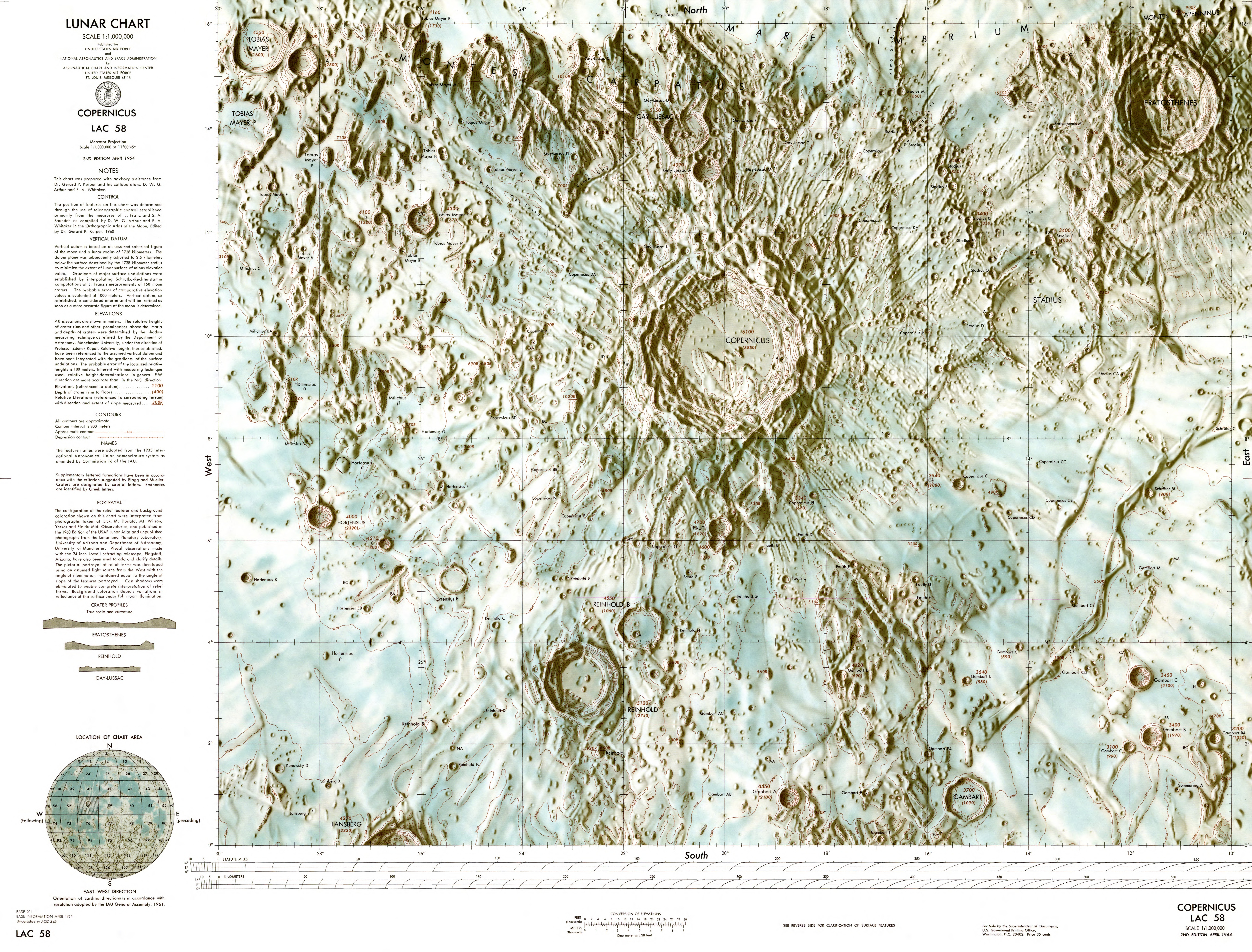
哥白尼环形山及周边地图

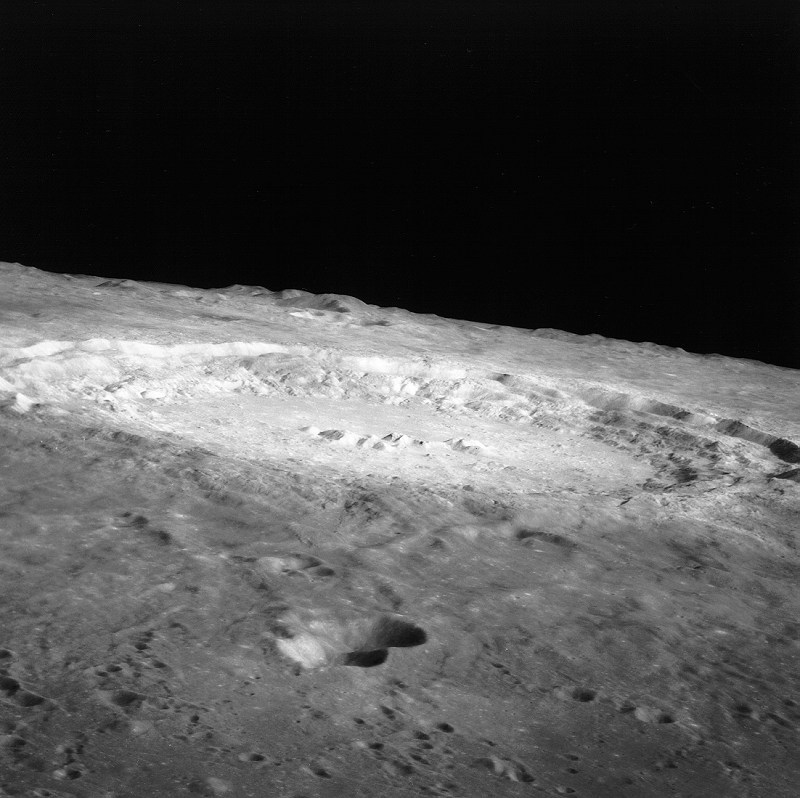
哥白尼环形山，阿波罗12号拍摄，朝北。

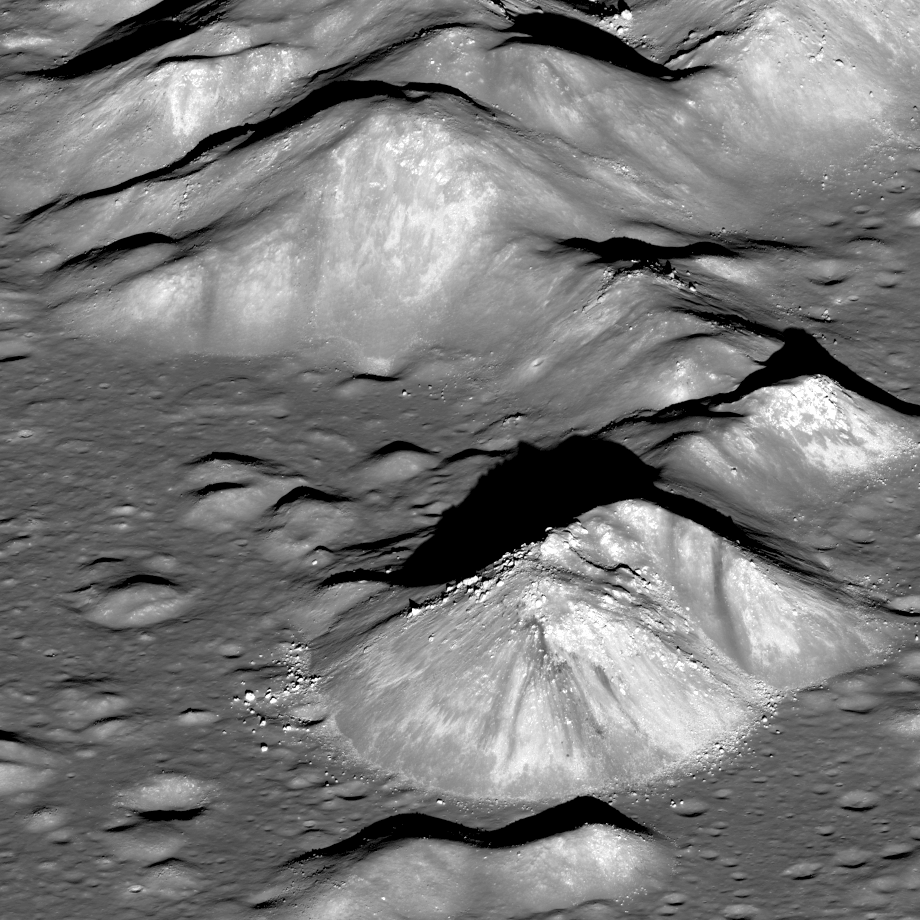
夜晚的哥白尼中央山丘，月球勘测轨道飞行器快照，宽度8公里，朝东。

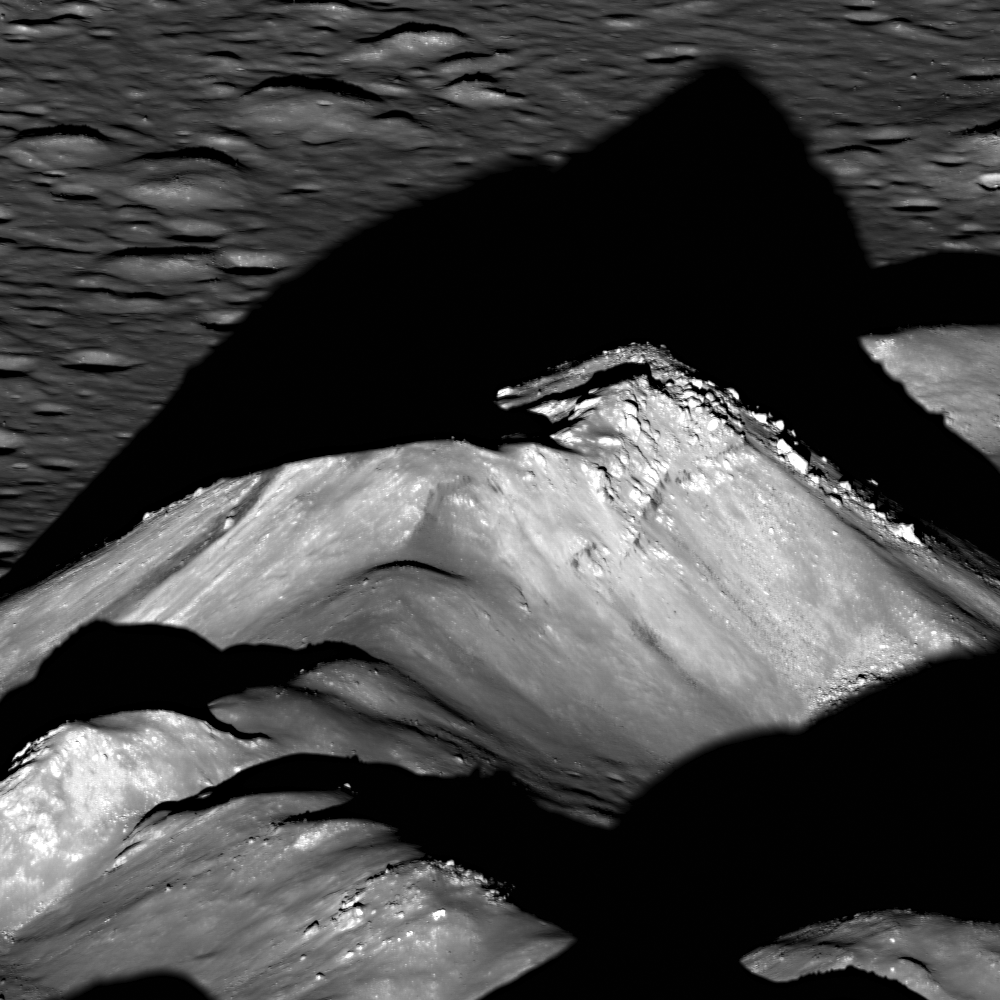
黎明时分哥白尼环形山中的一座中央山丘，月球勘测轨道飞行器快照，宽度1350米，朝西。

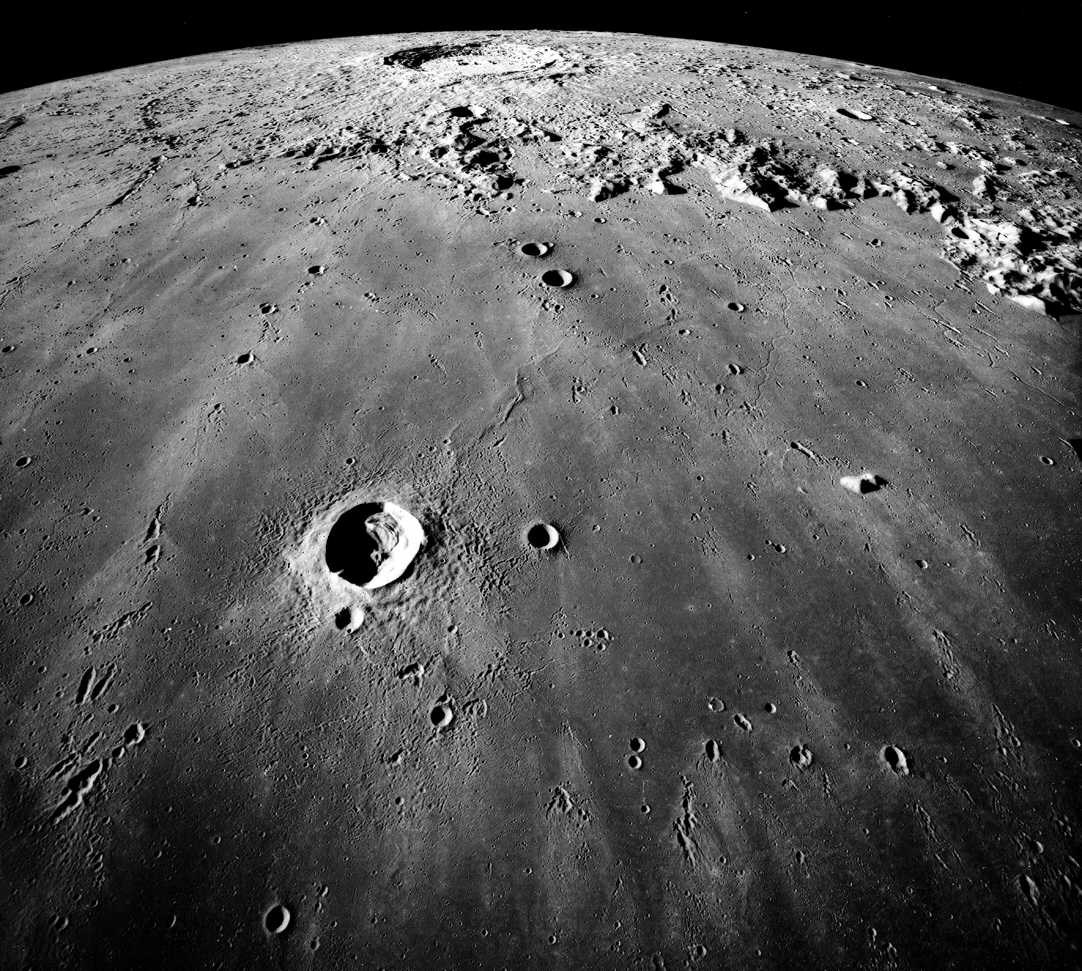
雨海表面，哥白尼射纹带，环形山位于地平线处，射纹中可看到次级坑，阿波罗17号（1972年）朝南快照。

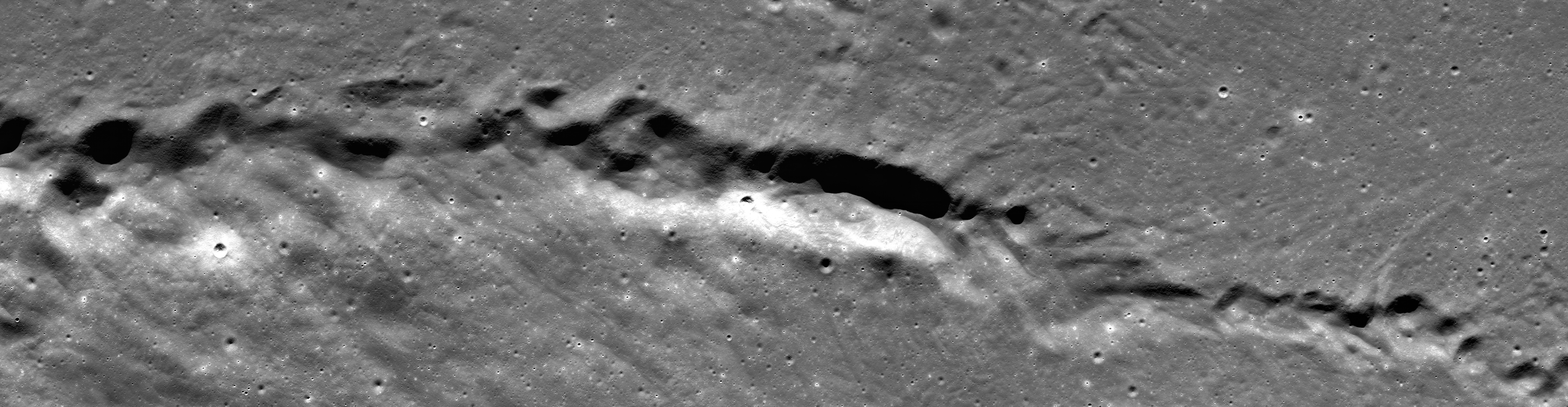
雨海南面哥白尼次级坑链的一部分，全长250公里，从雨海暑湾延伸而出，穿过亚平宁山脉和喀尔巴阡山脉间的裂口，逐步合并为一条沟槽。月球勘测轨道飞行器快照，50 ×13 公里，右为北方。

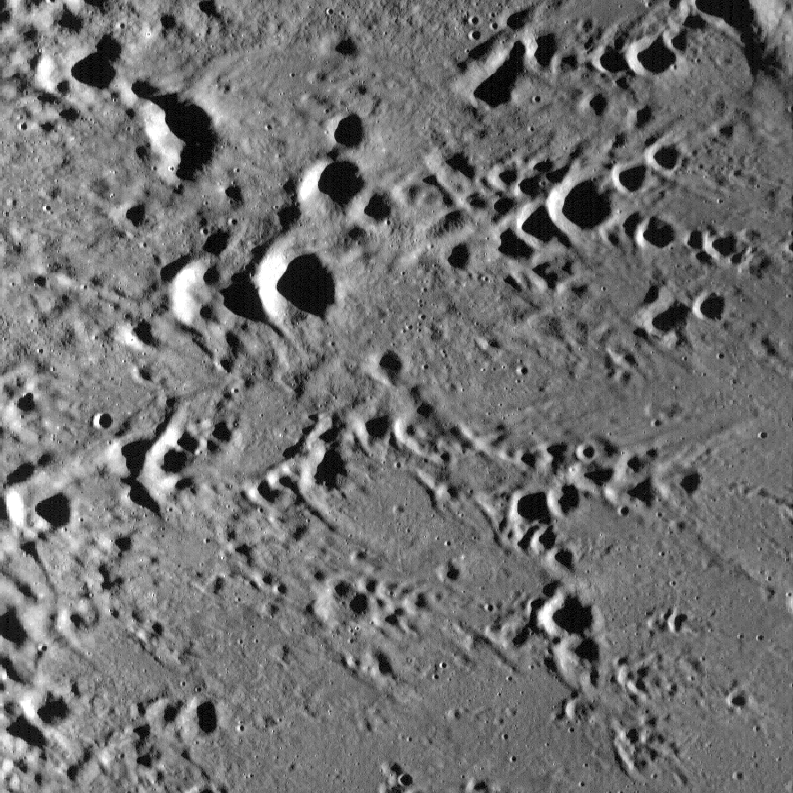
哥白尼次级坑链形状（位于图像左侧），月球勘测轨道飞行器拼图，宽度42公里。

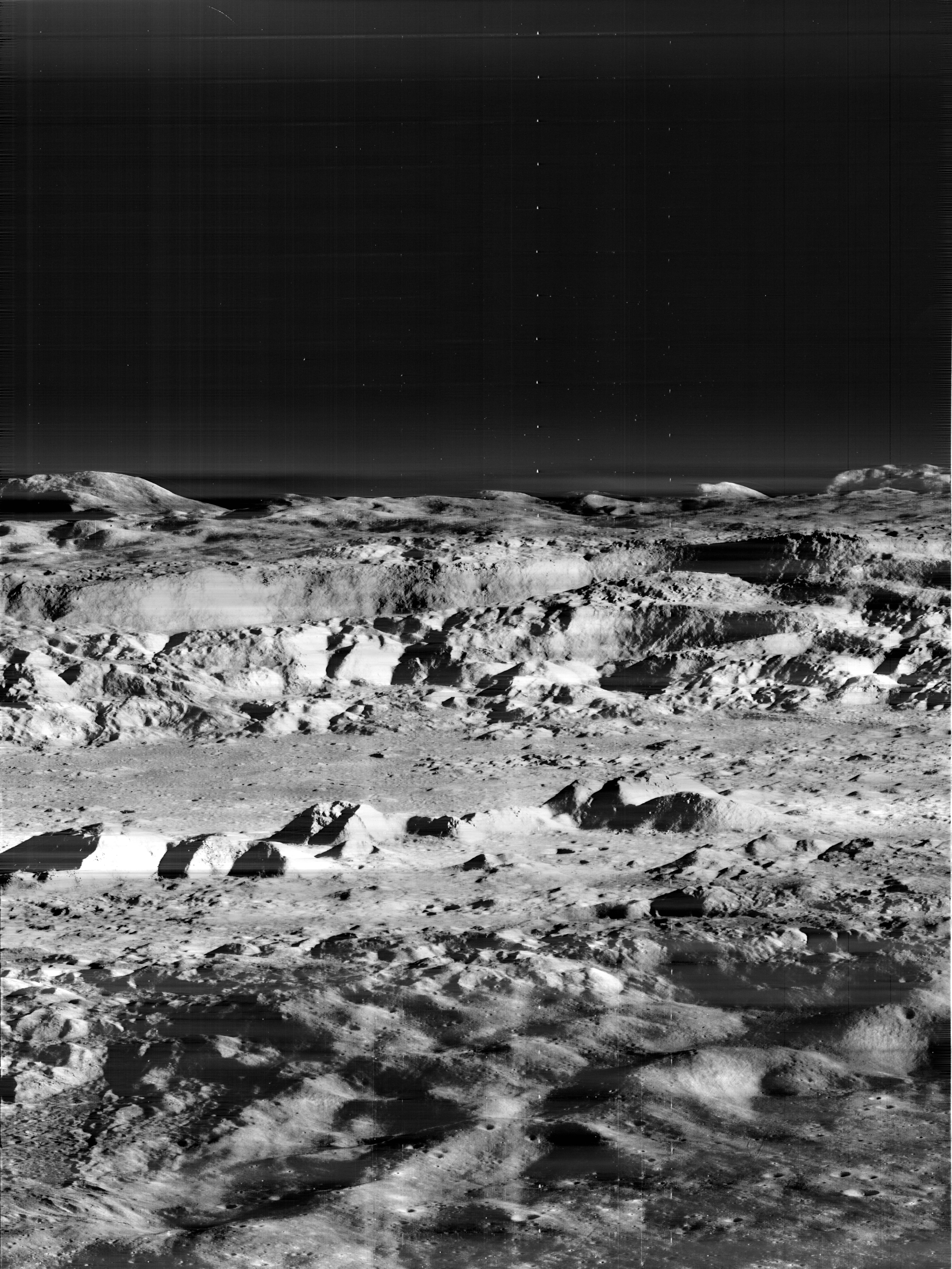
“世纪之照”月球轨道器2号拍摄的哥白尼环形山内部斜视图，该探测器在1966年-1967年间环绕月球飞行。美国宇航局图片

哥白尼环形山（Copernicus）是月球风暴洋东部一座陨石坑，属于保存完好、非常突出的月球环形山之一，周围环绕着巨大明亮的射纹系统，直径96.07公里，深度2.846公里。以世界日心说开创者-尼古拉·哥白尼的名字命名。
哥白尼哥白尼环形山大约形成于8亿年前，为月球最年轻的大型陨石坑之一。月球地质史中的哥白尼纪时期就是以该名字命名，是所有形成于该时期带明亮辐射纹陨石坑的典型代表，火星上也有一座同名的撞击坑。

## 特征
该环形山是业余天文爱好者感兴趣的观测对象，在新月或满月后（接近晨昏圈）的9-10天内，它的外貌及所覆盖的射线纹显露得最清楚。

## 命名
像许多月球正面陨石坑一样，哥白尼环形山也是由乔瓦尼·里乔利命名 ，其1651年的月名体系已成为标准化的命名。他也以相信地球运动的天文学家如阿里斯塔克斯和开普勒等人的名字，命名了风暴洋及周边陨石坑。事实上作为一名意大利耶稣会士，他遵守教会教义并公开反对哥白尼的日心说。里乔利当时指出，他的命名象征将所有日心说学者们都抛进了风暴洋中，就如在“风雨如磐海洋中沉浮”的岛礁。不过，天文史学家尤恩·阿代尔·惠特克怀疑，这些极其突出的陨石坑也许正是表达了里乔利心中对他们的认同和支持，并想为未来一代留下有价值的遗产。
1935年，国际天文学联合会批准了该环形山及其他许多月球传统名。1973年该名称也赋予给火星上的一座撞击坑。随后，国际天文学联合会作出规定，未来不容许重复使用相同的名称，但已有的旧名可继续保留。
此前其它的月球制图者对该环形山都有不同的称呼：1635年至1637年，皮埃尔·伽桑狄与他的同事一起制作了一些当时质量很高的月球地图，他们以查尔特勒山脉的拉丁名称它为"查尔图西亚"(Carthusia)
；1645年曾在西班牙国王菲利普四世宫廷中服务过的米迦勒·弗洛伦特·范·朗伦，称呼“菲利普四世”，并称风暴洋为"菲利皮科斯洋"(Oceanus Philippicus)，对其它一些对象也进行了类似的命名；1647年约翰·赫维留则以地球西西里岛上的埃特纳火山命名它为“埃特纳山”（Etna M.），他也以各种陆地山脉和山脊的名字命名了该环形山的亮纹
。

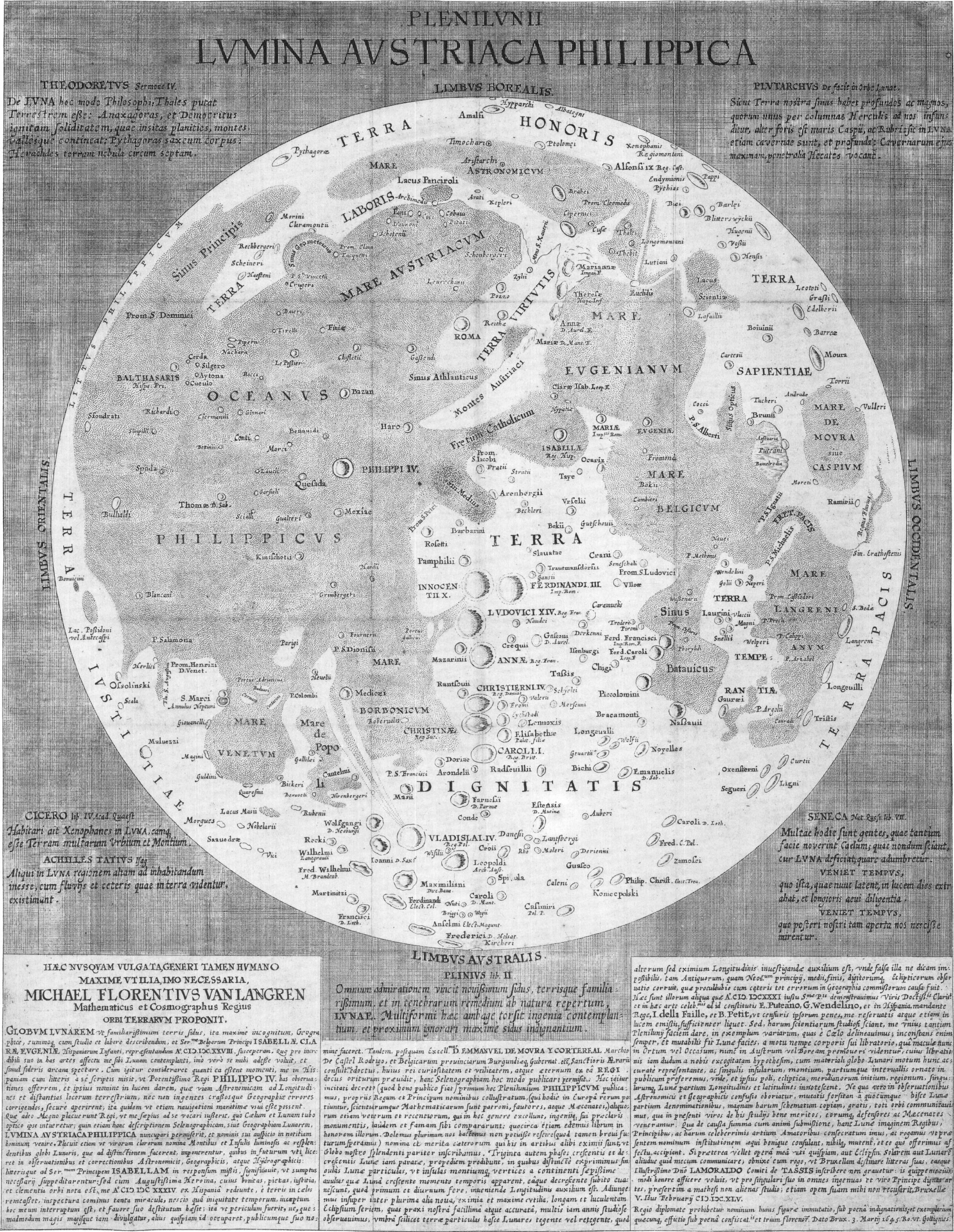
米歇尔·朗伦的月面图 (1645年)
约翰·赫维留的月面图 (1647年)
里乔利的月面图 (1651年)

## 位置
哥白尼环形山中心的月面坐标为9°37′N 20°05′W / 9.62°N 20.08°W，位于风暴洋东部，那里的一些高地将该区域划分为数座月海和月湾。哥白尼环形山的东面是暑湾（浪湾）、东南为中央湾、西南是岛海、南面更远处是知海；环形山往北60公里就是喀尔巴仟山脉，东北180公里则为亚平宁山脉，这些山脉都坐落雨海中。最靠近哥白尼环形山的陨石坑（不包括它的卫星坑）：东面有大的斯塔迪乌斯陨石坑、东北是厄拉多塞陨石坑、西南为赖因霍尔德陨石坑。此外，环绕它的较小撞击坑有：福特陨石坑-南面，霍尔登修陨石坑-西南，米利奇乌斯陨石坑-西面及盖-吕萨克陨坑-北面。最靠近的一条沟槽则是绵延40公里的盖-吕萨克月溪（Rima Gay-Lussac）。
向西500多公里坐落着另一座引人注目的撞击坑-开普勒陨石坑，西北900公里处是阿里斯塔克斯陨石坑，三座陨石坑的射纹系统均相互交叉重叠。

## 描述
哥白尼环形山是一座保存完好的年轻陨石坑（不像古老陨坑已因撞击而发生侵蚀），有清晰的轮廓，外缘略呈波轮状，直径约93公里，内坡壁宽15公里，壁高较周围地表高出1-1.5公里，而坑底较周围地表深2.5公里，因此，相对于坑底，它的侧壁高度达到3.8公里(有些地方>4公里)。坡壁上有三种不同的台地结构和内壁坍落形成的弧状滑坡。坑内地面尚未被熔岩覆盖，地势南半部多丘陵，而北半部相对平坦。中央区有三座孤立山丘组成的中央峰，较地面高1.2公里以上，这些山峰彼此被山谷分开，沿东西方向大致形成一条直线。20世纪80年代通过红外线观测，发现这些山峰的地质成份主要为铁镁质橄榄石。
哥白尼环形山坑底没有月海熔岩，而是覆盖着一层凝固的撞击熔融物，陨坑底表较为平整，特别是在西北部。但坑内也分布着数不清的凝固熔岩碎块、裂缝以及长圆形空腔-可能是月壤下熔岩隧道崩溃的结果。一些熔化物被抛射到环形山的东部，甚至坑外，在坡壁台地上形成了众多的岩浆湖，从中流下的熔浆抹平了弯曲的通道，但坑内各处地表溅射物的分布并不均匀。
值得注意的是，哥白尼环形山内的大陨坑并不多，主要是尚没有足够长的积累期，最大一座陨坑是位于东内侧坡壁上直径3.5公里的卫星坑"哥白尼 A"，但极小的陨坑也有很多，可能是环形山撞击过程中喷发出的碎片重新回落所造成。
在创建该环形山的撞击发生前，月海该处的地层很厚。因此，哥白尼环形山坑底表层和溅射物主要由月海下层较轻的岩石构成，特别是深层岩石（主要是橄长岩）。
环哥白尼环形山数十公里范围内的月表都覆盖着凝固溅射物，看上去呈形状不规则，纵向细长的射线状，从陨坑一直伸向远方，大部分的物质被抛射到北面和西面。

## 辐射纹
辐射纹是以撞击坑中为中心呈射线状向四周辐射，由大量细小撞击坑溅射物、次生坑、坑群及其溅射物组成，包括撞击坑的二次或三次连续撞击作用形成的辐射状坑链。满月时，哥白尼环形山伸向所有方向的射纹线都可看得很清楚。它们绵延伸展500多公里，这些射纹大都笔直，但也有些沿分散的次级坑弯曲成弧瓣、环圈或相互交叉，构成错综复杂的网状。哥白尼环形山的射纹线较暗淡，不如年轻的陨石坑如第谷坑的亮。但它们的延伸距离都非常长，与第谷射纹线不同，哥白尼环形山的射纹大部分分布在黑暗的月海上，因此哥白尼环形山的射纹系统是月球上除第谷坑外最显目的。
这些辐射纹部分是陨石坑溅射的浅灰色细粒岩屑、角砾粉末和玻璃质碎块，部分为陨石本身散落的碎屑。在太阳的强辐照下，从受玷染的月壤中显现出来，并与后来的小流星坑混合。哥白尼射纹线较后期陨坑的射纹要暗淡得多，但由于陨石坑溅射物的化学成分与所在月海的岩石不同。因此，其射纹几乎或完全达到了“光学成熟度”（不会在辐射影响下继续退色）。

## 次生坑
哥白尼环形山在各个方向都散落着岩石碎块，形成众多环绕的次生坑，其中很多就位于辐射纹中，有些相互构成了链坑多数陨石坑分布在距哥白尼环形山100-200公里的范围内。从远处看，它们的密集度迅速下降。
东北部长长的哥白尼次生坑链起始于斯塔迪乌斯陨石坑附近，并向北延伸，从喀尔巴阡山脉和亚平宁山脉之间穿过，进入雨海，其走向蜿蜒曲折，时而与哥白尼环形山环壁平行，时而又正对着它，总长度超过250公里。在某些地方，这些陨石坑又合并成一条长长的沟槽，与邻近的另一条类似坑链一起被统称为“斯塔迪乌斯溪”（Rimae Stadius），但由于它们实际是坑链而非沟槽，该名称后被国际天文联合会取消，但有时仍在使用。坑链中的很多陨石坑都有一些卫星环形山（以它们的名称加大写字母称呼）。
环形山内也有大量的链状坑，大多都位于相对平坦的区域，这些链状坑边缘平滑且延伸不远。一些链状坑在坑内成组出现，其中一些相互交错、形态各异，一些是孤立的点状坑，另一些则相互连接。有些沟槽状坑链测宽度约100米，长度1-3公里，深度大多约为5米左右，其中有些深达14米。在环形山底部与侧壁交界处可看见大量的链状坑的发育，这类链状坑的深度通常比坑中央的链状坑浅。同时，在坑底丘陵地带也有一些链状坑和沟槽存在，这些沟槽边缘曲折，形态上与点状坑链非常类似，但通常走向较直。另外，在坑底中央也发现一个岩浆穹窿，围绕它发育有大量的辐射状裂隙，这些裂隙通常延伸较直且规模较坑底沟槽小。哥白尼撞击坑底部的链状坑主要分布在西北部的平坦区域。链状坑在走向上呈无规律分布。
哥白尼次生坑同其他陨石坑一样，形状往往不规则且深度较浅，直径约为8公里。

## 地质史
形成哥白尼环形山的撞击能量，估计达到9.6×1022焦耳，很可能是一颗7公里左右的小行星球粒陨石以大约16公里/秒的速度撞击在月球表面。据估计约有2000亿吨岩石被蒸发及10倍以上的岩石被熔化，熔岩体积大约达900公里3，足以在环形山底部形成厚达200米的地层。撞击时产生的陨石坑深度比现在更深，口径更小。但其底部立即“反弹”，抛出数座中央峰及向内塌陷的环壁，在斜壁坡上留下“锯齿”边缘的台地。
哥白尼环形山形成前，该地区覆盖着深达数几百米的月海玄武岩，玄武岩层下是雨海盆地形成时产生的撞击溅射物，主要为厚达0.4-3公里的苏长岩，更深层是岩石蠕变层，再下面基本上是铁镁质角砾岩。
有资料表明，雨海盆地堆积层下是一座更古老的撞击坑，其中心位于哥白尼环形山附近，直径可能达600公里，被称作“岛海盆地”，但是否确实存在，目前仍是未知。
哥白尼环形山形成时大量溅射物被抛射到北面和西面，在其内外方向形成明显不对称的溅射分布，这也许是撞击月表的小行星来自东南方向，另一方面，也可能导致了对月表不均匀的冲击。

## 地质龄
哥白尼环形山可看到辐射纹系统的存在。月亮上大部分大型环形山因过于古老而无法保留其射线纹，但哥白尼环形山是少数例外之一。形成于该时期的陨石坑是月球地质史上以哥白尼名字命名的最后一阶段：哥白尼纪时期。
根据美国《月球撞击坑数据库2011》统计，哥白尼时期形成了68个撞击坑，虽然所占面积不大，但其景观效应是区域乃至全月性的。哥白尼环形山-为哥白尼纪期陨石坑的典型代表，尽管它并非该时期最早的。月球地层最重要的划分标准之一：溅射物覆盖面积巨大，与地质年龄更长或更短的其它地层相重叠。因此，对测定准确和可靠测定陨石坑年龄有重要关系。
现在对哥白尼环形山年龄的估测，主要基于阿波罗12号从距环形山350公里处取回的带有哥白尼环形山溅射物的岩石样本。虽然这种鉴定并不绝对可靠，从放射性数据得到的结果是：哥白尼环形山的地质年龄大约为8亿年±1000万年。目前取得的大多数共识为8亿年±1500万年 ，这与哥白尼环形山表面和溅射物中小陨坑数量的计算结果是相吻合的。

## 卫星陨石坑
按照惯例，最靠近哥白尼环形山的卫星陨石坑在月表地图上以字母标注在卫星坑的中心点旁边。
| 哥白尼 | 月面坐标                          | 直径, 公里 |
| ------ | --------------------------------- | ---------- |
| A      | 9°31′N 18°54′W / 9.52°N 18.90°W   | 3.22       |
| B      | 7°30′N 22°23′W / 7.50°N 22.39°W   | 7.55       |
| C      | 7°07′N 15°26′W / 7.12°N 15.44°W   | 5.73       |
| D      | 12°12′N 24°48′W / 12.20°N 24.80°W | 5.09       |
| E      | 6°24′N 22°42′W / 6.40°N 22.70°W   | 4.12       |
| F      | 5°53′N 22°14′W / 5.89°N 22.24°W   | 3.33       |
| G      | 5°55′N 21°31′W / 5.92°N 21.51°W   | 4          |
| H      | 6°53′N 18°17′W / 6.89°N 18.29°W   | 4.14       |
| J      | 10°08′N 23°56′W / 10.13°N 23.94°W | 5.71       |
| L      | 13°29′N 17°05′W / 13.48°N 17.08°W | 3.89       |
| N      | 6°55′N 23°19′W / 6.91°N 23.31°W   | 6.33       |
| P      | 10°07′N 16°04′W / 10.11°N 16.06°W | 4.32       |
| R      | 8°04′N 16°50′W / 8.06°N 16.84°W   | 3.57       |

卫星坑"哥白尼 H"是一座典型的“暗晕”坑，曾是1967年月球轨道器5号的一个观察目标，暗晕陨石坑原被认为源于火山而非撞击。但轨道器拍摄的图像显示，陨石坑中有一块类似其它陨坑大小的溅射物，这表明了该陨石坑的撞击来源，而暗晕的原因是撞击凿出的下层较暗的月海玄武岩。

## 另请参阅
- 月球环形山列表
- 月球地质年代

### 基于月球勘测轨道飞行器照片的在线刊物
- Braden S. . 2012-06-28  [2016-03-17]. （原始内容存档于2015-02-01）.
- Braden S. . 2012-06-27  [2016-03-17]. （原始内容存档于2015-02-01）.
- Robinson M. . 2012-07-18  [2016-03-18]. （原始内容存档于2015-01-30）.
- Tornabene L. L. . 2010-05-04  [2016-03-18]. （原始内容存档于2014-08-15）.
- Robinson M. . 2010-09-28  [2016-03-18]. （原始内容存档于2015-01-29）.
- Robinson M. . 2012-03-19  [2016-03-18]. （原始内容存档于2014-12-10）.
- Ashley J. . 2011-09-20  [2016-03-18]. （原始内容存档于2015-02-03）.

### 月球勘测轨道飞行器拍摄的部分照片
- 分辨率为1.8米/像素的陨石坑拼接照片（页面存档备份，存于）
- 分辨率为4.0米/像素环形山照片（页面存档备份，存于）. 可看到所有的中央山丘。
- 分辨率为1.2米/像素陨石坑照片 （页面存档备份，存于）. 清晰地显示了西侧的山丘。
- 哥白尼西部边缘照片。清晰地显示了台地和卫星坑“哥白尼A陨坑”：
  - 分辨率为0.5米/像素 （页面存档备份，存于）
  - 分辨率为1.2米/像素的照片 （页面存档备份，存于） (更大的区域，图像倒置：下为北，右为东。)
- 分辨率为0.51米/像素环形山西侧边缘图像（页面存档备份，存于）. 可以看到不同亮度等级的射线纹。
- 分辨率为100米/像素的环形山北侧外围区域照片（页面存档备份，存于） 可看到众多的次级陨坑。

### 其它探测任务拍摄的图片
- 月球轨道器4号拍摄的哥白尼环形山照片（页面存档备份，存于）
- 月球轨道器5号拍摄的哥白尼环形山照片: V-150（页面存档备份，存于）, V-151（页面存档备份，存于）, V-152（页面存档备份，存于）, V-153（页面存档备份，存于）, V-154（页面存档备份，存于）, V-155（页面存档备份，存于）, V-156（页面存档备份，存于）, V-157（页面存档备份，存于）
- 阿波罗12、15和17号飞船拍摄的哥白尼环形山照片（页面存档备份，存于）
- 哥白尼次级链坑(中央)（页面存档备份，存于）快照，阿波罗17号， 1972年(右为北方)